# Championnat d'Oman de football 2008-2009
Navigation
Saison précédente Saison suivante
La saison 2008-2009 du Championnat d'Oman de football est la trente-troisième édition de la première division au sultanat d'Oman, l'Oman League. Elle rassemble les douze meilleurs clubs du pays au sein d'une poule unique où ils s'affrontent à deux reprises, à domicile et à l'extérieur. En fin de saison, les deux derniers du classement sont relégués et remplacés par les deux meilleurs clubs de deuxième division tandis que le 10e doit affronter le 3e de D2 en barrage de promotion-relégation.
C'est Al Nahda Club qui remporte le championnat cette saison après avoir terminé en tête du classement final, avec huit points d'avance sur Mascate Club et neuf sur le tenant du titre, Al Oruba Sur. C'est le deuxième titre de champion d'Oman de l'histoire du club, après celui remporté en 2007.

## Les clubs participants
| - Sur Club - Sohar Club - Promu de D2 - Dhofar Club - Saham Club - Promu de D2 - Al-Shabab Seeb - Promu de D2 - Al Nasr Salalah | - Mascate FC - Al-Seeb Sports Club - Al Oruba Sur - Al-Khabourah SC - Al-Tali'aa - Al Nahda Club |

## Compétition
Le barème de points servant à établir le classement se décompose ainsi :
- Victoire : 3 points
- Match nul : 1 point
- Défaite : 0 point

### Classement
| Rang | Équipe              | Pts | J  | G  | N  | P  | Bp | Bc | Diff |
| ---- | ------------------- | --- | -- | -- | -- | -- | -- | -- | ---- |
| 1    | Al Nahda Club       | 45  | 22 | 13 | 6  | 3  | 32 | 15 | +17  |
| 2    | Mascate Club        | 37  | 22 | 9  | 10 | 3  | 24 | 13 | +11  |
| 3    | Al Oruba SurT       | 36  | 22 | 9  | 9  | 4  | 26 | 14 | +12  |
| 4    | Al-Khabourah SC     | 35  | 22 | 9  | 8  | 5  | 27 | 19 | +8   |
| 5    | Saham ClubP         | 30  | 22 | 8  | 6  | 8  | 30 | 29 | +1   |
| 6    | Al-Shabab SeebP     | 30  | 22 | 8  | 6  | 8  | 27 | 31 | -4   |
| 7    | Dhofar Club         | 29  | 22 | 9  | 2  | 11 | 24 | 33 | -9   |
| 8    | Al-Tali'aa          | 28  | 22 | 8  | 4  | 10 | 32 | 31 | +1   |
| 9    | Al-Seeb Sports Club | 26  | 22 | 5  | 11 | 6  | 25 | 24 | +1   |
| 10   | Al Nasr Salalah     | 25  | 22 | 6  | 7  | 9  | 28 | 30 | -2   |
| 11   | Sur Club            | 21  | 22 | 5  | 6  | 11 | 20 | 33 | -13  |
| 12   | Sohar ClubP         | 14  | 22 | 3  | 5  | 14 | 19 | 42 | -23  |

|  | Qualification pour la Coupe de l'AFC 2010                            |
|  | Qualification pour la Coupe du golfe des clubs champions 2009-2010   |
|  | Participation au barrage de promotion-relégation                     |
|  | Relégation directe en deuxième division                              |
|  | T : Tenant du titre C : Vainqueur de la Coupe d'Oman P : Promu de D2 |

### Matchs

#### Barrage de promotion-relégation
On ne connaît pas les résultats complets du barrage mais on sait qu'Al Nasr Salalah se maintient en première division.

## Bilan de la saison
| Championnat d'Oman de football 2008-2009                        |                          |
| Champion                                                        | Al Nahda Club (2e titre) |
| Coupes et trophées                                              |                          |
| Vainqueur de la Coupe d'Oman 2008-2009                          | Al-Suwaiq (D2)           |
| Qualifications continentales                                    |                          |
| Coupe de l'AFC 2010                                             | Al Nahda Club            |
| Coupe de l'AFC 2009                                             | Al-Suwaiq                |
| Coupe du golfe des clubs champions 2009-2010                    | Al Oruba Sur             |
| Coupe du golfe des clubs champions 2009-2010                    | Sur Club                 |
| Promotions et relégations                                       |                          |
| Promus en Oman League                                           | Oman Club                |
| Promus en Oman League                                           | Al-Suwaiq                |
| Relégués en Championnat d'Oman de football de deuxième division | Sur Club                 |
| Relégués en Championnat d'Oman de football de deuxième division | Sohar Club               |